# Shanidar (Neolitico)
Shanidar è un sito preistorico, adiacente a una grotta già abitata sin dal Paleolitico Medio (LXXX millennio a.C., circa 80000 anni fa), ove fu rinvenuto in una grotta (grotta di Shanidar) l primo scheletro di un Neanderthal adulto in Iraq.
Il sito fu dunque abbandonato circa 40000 anni or sono, per essere poi ripopolato all'inizio del Neolitico, a partire dal XI millennio a.C, insieme ai siti  adiacenti di Zawi Chemi e Karim Shahir, sempre nel Kurdistan Iracheno. Tali siti, nella sua fase incipiente, sono datati fra il X e il IX millennio a.C. e sono catalogati come appartenenti al Neolitico Preceramico.
I reperti includevano macine (mulini primitivi) per la macinazione del grano (non è noto se selvatico o coltivato), resti di capanne di circa 4 metri di diametro e un cimitero con corredi funerari. La presenza di perline di rame è prova di familiarità con il metallo, sebbene non necessariamente lavorato con le tecniche metallurgiche introdotte nel Calcolitico, che richiedevano forni per alte temperature. Inoltre la presenza di ossidiana (vetro vulcanico) è indicativa dell'acquisizione di materie prime non indigene tramite il commercio. 
Le ossa rinvenute testimoniano che le pecore erano già addomesticate a Zawi Chemi e a Shanidar.